# Elizabeth Villiers
Elizabeth Hamilton, Contessa di Orkney (1657 – 19 aprile 1733), fu l'amante riconosciuta di Guglielmo III & II, Re d'Inghilterra e Scozia, dal 1680 fino al 1695. Fu una dama di compagnia di sua moglie e co-regnante, la Regina Maria II.

## Vita
Nacque dal Edward Villiers di Richmond e Frances Howard, figlia minore di Theophilus Howard, II conte di Suffolk ed Elizabeth Hume. Come governante delle principesse Maria ed Anna, Lady Villiers assicurò per i suoi figli posizione e influenza nella casa della futura regina Maria II: le sorelle di Elizabeth, Anne e Katherine, furono tra le damigelle d'onore che accompagnarono Lady Mary a L'Aia, per servire la Principessa d'Orange; mentre, suo fratello Edward, creato poi I Conte di Jersey, fu Master of the Horse. Fu anche la fondatrice del Midleton College nel 1696, un collegio privato a Cork in Irlanda.
Tre anni dopo le nozze di Guglielmo e Maria, Elizabeth diventò la sua amante riconosciuta. Nel 1685, il padre di Maria Giacomo II sfruttò le voci dell'infedeltà di Guglielmo nel tentativo di provocare una scissione tra la figlia e il suo infedele principe. Dopo la sua ascensione al trono inglese, Guglielmo stabilì su di lei gran parte dei beni confiscati irlandesi del compianto Giacomo II. Il Parlamento revocò la concessione nel 1699.
Poco dopo la morte di Maria II, Guglielmo pose fine alla sua relazione con Elizabeth Villiers, motivata, si disse, per espresso desiderio di sua moglie.
Nel 1694, due uomini si batterono a duello eventualmente per l'affetto di Elizabeth Villiers. John Law, allora ancora un giovane squattrinato, uccise Edward "Beau" Wilson il 9 aprile 1694. Wilson aveva sfidato Law, sebbene Law possa essere stato provocato da Wilson su istigazione della Villiers, causa di un conflitto che ebbe con Wilson per quanto riguarda denaro e tentativi di ricatto. Law fu processato e inizialmente giudicato colpevole di omicidio e condannato a morte. La sua condanna fu commutata in una multa, sulla base che il reato ammontava soltanto ad omicidio colposo. Il fratello di Wilson presentò ricorso e fece imprigionare Law, ma egli riuscì a fuggire verso il continente.
Il 25 novembre 1695 Elizabeth sposò suo cugino, Lord George Hamilton, quinto figlio maschio del duca di Hamilton. Fu gratificato all'inizio del anno successivo con i titoli di Conte di Orkney, Visconte di Kirkwall, e Barone Dechmont. Elizabeth, Contessa di Orkney, servì gli interessi del marito con grande abilità e il matrimonio si rivelò felice. Morì a Londra il 19 aprile 1733.
Lady Orkney tenne un certo grado di importanza sociale nell'era hannoveriana, ospitò infatti sia Giorgio I che di Giorgio II nella sua tenuta di Cliveden nel Buckinghamshire.

## Famiglia
Elizabeth Villiers era una cugina di primo grado di Barbara Villiers, un'amante di Carlo II, in quanto i loro padri erano fratelli. Sua zia paterna fu Anne Villiers, contessa di Morton, la madrina e governante della Principessa Enrichetta. Suo fratello fu Edward Villiers, I conte di Jersey, il cui bisnipote sposò Frances Twysden, un'altra amante reale.

## Figli
Da George Hamilton, I conte di Orkney, figlio di Anne Hamilton, III duchessa di Hamilton, e William Douglas, duca di Hamilton, Elizabeth Villiers ebbe tre figlie femmine, la maggiore delle quali ereditò le proprietà e il titolo di suo marito:
- Lady Anne, suo jure Contessa di Orkney, sposò suo cugino William O'Brien, IV conte di Inchiquin (1700 – 18 luglio 1777) il 29 marzo 1720
- Lady Frances, sposò Thomas Lumley-Saunderson, III conte di Scarbrough
- Lady Henrietta, sposò John Boyle, V conte di Cork

## Ascendenza
|                                        |                                   |                                      | Genitori          |  |  | Nonni |  |  | Bisnonni        |  |  | Trisnonni        |  |
|                                        |                                   |                                      |                   |  |  |       |  |  | George Villiers |  |  | William Villiers |  |
|                                        |                                   |                                      |                   |  |  |       |  |  | George Villiers |  |  | William Villiers |  |
|                                        |                                   | Coletta Clarke                       |                   |  |  |       |  |  | George Villiers |  |  |                  |  |
| Edward Villiers                        |                                   |                                      |                   |  |  |       |  |  | George Villiers |  |  |                  |  |
|                                        |                                   | Audrey Saunders                      | William Saunders  |  |  |       |  |  |                 |  |  |                  |  |
|                                        |                                   | Audrey Saunders                      | William Saunders  |  |  |       |  |  |                 |  |  |                  |  |
|                                        |                                   | Audrey Saunders                      | Frances Zouche    |  |  |       |  |  |                 |  |  |                  |  |
| Edward Villiers                        |                                   | Audrey Saunders                      |                   |  |  |       |  |  |                 |  |  |                  |  |
|                                        |                                   | John St. John                        | Nicholas St. John |  |  |       |  |  |                 |  |  |                  |  |
|                                        |                                   | John St. John                        | Nicholas St. John |  |  |       |  |  |                 |  |  |                  |  |
|                                        |                                   | John St. John                        | Elizabeth Blount  |  |  |       |  |  |                 |  |  |                  |  |
| Barbara St. John                       |                                   | John St. John                        |                   |  |  |       |  |  |                 |  |  |                  |  |
|                                        |                                   | Lucy Hungerford                      | Walter Hungerford |  |  |       |  |  |                 |  |  |                  |  |
|                                        |                                   | Lucy Hungerford                      | Walter Hungerford |  |  |       |  |  |                 |  |  |                  |  |
|                                        |                                   | Lucy Hungerford                      | Anne Dormer       |  |  |       |  |  |                 |  |  |                  |  |
| Elizabeth Villiers                     |                                   | Lucy Hungerford                      |                   |  |  |       |  |  |                 |  |  |                  |  |
|                                        | Thomas Howard, I conte di Suffolk | Thomas Howard, IV duca di Norfolk    |                   |  |  |       |  |  |                 |  |  |                  |  |
|                                        | Thomas Howard, I conte di Suffolk | Thomas Howard, IV duca di Norfolk    |                   |  |  |       |  |  |                 |  |  |                  |  |
|                                        | Thomas Howard, I conte di Suffolk | Margaret Audley, duchessa di Norfolk |                   |  |  |       |  |  |                 |  |  |                  |  |
| Theophilus Howard, II conte di Suffolk | Thomas Howard, I conte di Suffolk |                                      |                   |  |  |       |  |  |                 |  |  |                  |  |
|                                        |                                   | Katherine Knyvett                    | Henry Knyvett     |  |  |       |  |  |                 |  |  |                  |  |
|                                        |                                   | Katherine Knyvett                    | Henry Knyvett     |  |  |       |  |  |                 |  |  |                  |  |
|                                        |                                   | Katherine Knyvett                    | Elizabeth Stumpe  |  |  |       |  |  |                 |  |  |                  |  |
| Frances Howard                         |                                   | Katherine Knyvett                    |                   |  |  |       |  |  |                 |  |  |                  |  |
|                                        |                                   | George Home, I conte di Dunbar       | Alexander Home    |  |  |       |  |  |                 |  |  |                  |  |
|                                        |                                   | George Home, I conte di Dunbar       | Alexander Home    |  |  |       |  |  |                 |  |  |                  |  |
|                                        |                                   | George Home, I conte di Dunbar       | Janet Home        |  |  |       |  |  |                 |  |  |                  |  |
| Elizabeth Home                         |                                   | George Home, I conte di Dunbar       |                   |  |  |       |  |  |                 |  |  |                  |  |
|                                        |                                   | Elizabeth Gordon                     | Alexander Gordon  |  |  |       |  |  |                 |  |  |                  |  |
|                                        |                                   | Elizabeth Gordon                     | Alexander Gordon  |  |  |       |  |  |                 |  |  |                  |  |
|                                        |                                   | Elizabeth Gordon                     | Agnes Bethune     |  |  |       |  |  |                 |  |  |                  |  |
|                                        |                                   | Elizabeth Gordon                     |                   |  |  |       |  |  |                 |  |  |                  |  |